# アイドルお宝くじ
『アイドルお宝くじ』（アイドルおたからくじ）は、テレビ朝日とBS朝日が共同制作していた音楽番組である。テレビ朝日では2014年10月4日（10月3日深夜）から毎週土曜日の2:50 - 3:20（金曜日 深夜26:50 - 27:20）、BS朝日では2014年10月5日（10月4日深夜）から毎週日曜日の2:30 - 3:00（土曜日深夜26:30 - 27:00）にそれぞれ3年間放送されていた。アイドル5組前後が毎週出演していた。
放送回数全110回。月に一回は「朝まで生テレビ!」が放送されるために休止していた。
地上波・BSでの放送は終了したが、番組公式HPでは、今後は特番や違う形での再会を目指しつつ、これからもアイドルとアイドルファンの皆さまを応援し続けたい、とコメントを残している。
この項目ではCSテレ朝チャンネル1で毎週金曜日の23:00 - 24:00に放送されている『アイドルお宝くじ LIVE』についても扱う。

## 特徴
アイドル5組が毎週出演し、ライブ形式となっている番組の公開収録に訪れた観客の投票上位3位までに入ったアイドルが翌週の出演権を獲得する勝ち残り形式となっている。翌週は前週3位までに入ったアイドルに加え、新たに選ばれた2組のアイドルが出演する。
BS朝日では、オリジナルのVTRも放送されている。『アイドルお宝くじ LIVE』という番組名で放送されているCSテレ朝チャンネル1ではライブパフォーマンスの完全版などが放送されている。
また、2015年10月17日にテレビ朝日で放送された回で、1位に10回なったアイドルはCSテレ朝チャンネルで冠番組の特別番組を放送出来るとされた。

## 出演者
まず、勝ち残り形式ではない週の放送内容について説明する。
テレビ朝日で2014年12月13日（12月12日深夜）に放送された回では「特別ご褒美企画」として、優勝者にセガのロールプレイングゲーム『ファンタシースター ノヴァ』のCM出演権が与えられるという企画が行われた。出演アイドルはアイドルネッサンス、アップアップガールズ（仮）、アリスインアリス、THE ポッシボー、Chu-Zで、優勝したのはTHE ポッシボーであった。それぞれの披露楽曲は「太陽と心臓」「全力!Pump UP!!」「コールドバレット」「全力バンザーイ!My Glory!」「ボンバスティック!」であった。
同じく12月27日（12月26日深夜）に放送された回では「全国アイドル大集合!!お宝カヴァーしNIGHT」と題し、アップアップガールズ（仮）、HR、Especia、さんみゅ〜、GEM、しず風&絆〜KIZUNA〜、Negicco、palet、WHY@DOLL、まなみのりさの10組が出演した。優勝したのは、まなみのりさであった。なお、1月10日（1月9日深夜）には、その特別編が放送された。それぞれの披露楽曲は「アッパーカット!」「バリカタ」「海辺のサティ」「初雪のシンフォニー」「Star Shine Story」「PINKのロケット☆彡」「光のシュプール」「SNOW DISTANCE」「Magic Motion No.5」「ポラリスAb」であった。
2016年9月16日に放送された回では「プロレスソングカヴァーしNIGHT」と題し、生ハムと焼うどんが「マッチョドラゴン」、アップアップガールズ（仮）が「キン肉マンGo Fight!」、まなみのりさが「移民の歌」および「スカイ・ハイ」、バクステ外神田一丁目が「怒りの獣神」、はっちゃけ隊 from PASSPO☆が「かけめぐる青春」を披露。優勝した生ハムと焼うどんがアニメ「タイガーマスクW」出演権を手に入れた。
また、番組から派生したイベントも行われている。2015年3月12日にはまなみのりさ、アップアップガールズ（仮）、GEM、Negicco、palet、東京パフォーマンスドールと、オープニングアクトとしてお掃除ユニットCLEAR'S、La PomPonを加えた計8組が出演し、EX THEATER ROPPONGIで「アイドルお宝くじ パーティーライヴ」が行われた。同年7月26日にはアップアップガールズ（仮）、Cupitron、さんみゅ〜、GEM、つりビット、PASSPO☆、palet、PiiiiiiiN、まなみのりさ、CLEAR'S、さくら学院、La PomPonの計12組が出演し、六本木ヒルズアリーナで「アイドルお宝くじパーティライヴ 真夏の神曲紅白歌合戦」が行われた。2016年4月1日にはアイドルネッサンス、アップアップガールズ（仮）、GEM、つりビット、PASSPO☆、夢みるアドレセンスの6組が出演し、EX THEATER ROPPONGIで「アイドルお宝くじパーティーライヴ 桜満開！“俺たちのNO.1”決定戦!! 〜ガチでマジな投票バトル!!〜」が行われた。
| 放送日         | 出演者 披露楽曲 順位・ポイント                     | 出演者 披露楽曲 順位・ポイント                | 出演者 披露楽曲 順位・ポイント          | 出演者 披露楽曲 順位・ポイント                                 | 出演者 披露楽曲 順位・ポイント          |
| -------------- | -------------------------------------------------- | --------------------------------------------- | --------------------------------------- | -------------------------------------------------------------- | --------------------------------------- |
| 2014年10月04日 | アイドルネッサンス                                 | Especia                                       | 仮面女子                                | Chu-Z                                                          | 愛乙女★DOLL                             |
| 2014年10月04日 | 17才                                               | No1 Sweeper                                   | 夏だね☆                                 | ボンバスティック!                                              | セツナツ、ダイバー                      |
| 2014年10月04日 | 2位                                                | 1位                                           | 脱落                                    | 3位                                                            | 脱落                                    |
| 2014年10月11日 | アイドルネッサンス                                 | Especia                                       | アップアップガールズ（仮）              | Chu-Z                                                          | 虹のコンキスタドール                    |
| 2014年10月11日 | 太陽と心臓                                         | アバンチュールは銀色に (GUSTO Ver.)           | アッパーカット!                         | Direct to U                                                    | ぴくしぶおんど                          |
| 2014年10月11日 | 3位・432ポイント                                   | 5位・脱落                                     | 1位・653ポイント                        | 2位・457ポイント                                               | 4位・脱落                               |
| 2014年10月18日 | アイドルネッサンス                                 | Dancing Dolls                                 | アップアップガールズ（仮）              | Chu-Z                                                          | lyrical school                          |
| 2014年10月18日 | 初恋                                               | DD JUMP                                       | 全力!Pump UP!!                          | IROHA MUSIK                                                    | プチャヘンザ!                           |
| 2014年10月18日 | 脱落                                               | 3位・405ポイント                              | 1位・599ポイント                        | 脱落                                                           | 2位・470ポイント                        |
| 2014年10月25日 | バクステ外神田一丁目                               | Dancing Dolls                                 | アップアップガールズ（仮）              | KNU                                                            | lyrical school                          |
| 2014年10月25日 | 青春クロニクル                                     | 湾岸ワンダーダーリン                          | ジャンパー!                             | KNUはお好きですか?                                             | photograph                              |
| 2014年10月25日 | －                                                 | 2位・452ポイント                              | 1位・675ポイント                        | －                                                             | 3位・430ポイント                        |
| 2014年11月01日 | THE ポッシボー                                     | Dancing Dolls                                 | アップアップガールズ（仮）              | アリスインアリス                                               | lyrical school                          |
| 2014年11月01日 | 全力バンザーイ! My Glory!                          | 共犯のメロディー                              | Beautiful Dreamer                       | 無限の地平線 〜多層世界のホライズン〜                          | FRESH!!!                                |
| 2014年11月01日 | 1位・634ポイント                                   | －                                            | 2位・539ポイント                        | 3位・370ポイント                                               | －                                      |
| 2014年11月22日 | THE ポッシボー                                     | Tokyo Cheer② Party                            | アップアップガールズ（仮）              | アリスインアリス                                               | ゆるめるモ!                             |
| 2014年11月22日 | なんじゃこりゃ?!                                   | いいじゃん!                                   | チョッパー☆チョッパー                   | コールドバレット                                               | スキヤキ                                |
| 2014年11月22日 | 2位・567ポイント                                   | 4位・脱落                                     | 1位・677ポイント                        | 5位・脱落                                                      | 3位・406ポイント                        |
| 2014年12月06日 | THE ポッシボー                                     | ななのん                                      | アップアップガールズ（仮）              | アイリス                                                       | ゆるめるモ!                             |
| 2014年12月06日 | さぁ来い!ハピネス!                                 | ななななのんのん                              | アップアップタイフーン                  | We Are Miracles                                                | 逃げろ!!                                |
| 2014年12月06日 | 1位・548ポイント                                   | 4位・脱落                                     | 2位・505ポイント                        | 3位・398ポイント                                               | 5位・脱落                               |
| 2014年12月20日 | THE ポッシボー                                     | predia                                        | アップアップガールズ（仮）              | アイリス                                                       | CLEAR'S                                 |
| 2014年12月20日 | DO Me! Do!                                         | 美しき孤独たち                                | リスペクトーキョー                      | キャンディ・ボックス                                           | ビ・ビ・ビ・ビューティー!!!             |
| 2014年12月20日 | 1位・528ポイント                                   | 2位・470ポイント                              | 3位                                     | 脱落                                                           | －                                      |
| 2015年01月17日 | THE ポッシボー                                     | predia                                        | アップアップガールズ（仮）              | バクステ外神田一丁目                                           | BELLRING少女ハート                      |
| 2015年01月17日 | 乙女!Be Ambitious!                                 | 壊れた愛の果てに                              | 虹色モザイク                            | バイトファイター                                               | the Edge of Goodbye                     |
| 2015年01月17日 | 2位・472ポイント                                   | 4位・脱落                                     | 1位・531ポイント                        | 3位                                                            | －                                      |
| 2015年01月24日 | THE ポッシボー                                     | つりビット                                    | アップアップガールズ（仮）              | バクステ外神田一丁目                                           | 愛乙女★DOLL                             |
| 2015年01月24日 | 永遠ファイヤーボール                               | 踊ろよ、フィッシュ                            | マーブルヒーロー                        | アイドルがクラスメイト なのに、気付かない キミ達は情弱乙でしょ | ビターチョコ・バレンタイン              |
| 2015年01月24日 | 2位・499ポイント                                   | 3位・421ポイント                              | 1位・569ポイント                        | 4位・脱落                                                      | 5位・脱落                               |
| 2015年02月07日 | THE ポッシボー                                     | つりビット                                    | アップアップガールズ（仮）              | ハコイリ♡ムスメ                                                | 吉田凜音                                |
| 2015年02月07日 | 桜色のロマンチック                                 | Go! Go!! Fishing                              | ワイドルセブン                          | 真赤な自転車                                                   | 恋のサンクチュアリ!                     |
| 2015年02月07日 | 脱落                                               | 2位                                           | 脱落                                    | 3位                                                            | 1位                                     |
| 2015年02月14日 | Faint⋆Star                                         | つりビット                                    | まなみのりさ                            | ハコイリムスメ                                                 | 吉田凜音                                |
| 2015年02月14日 | フィルム!フィルム! フィルム!                       | バニラな空                                    | ポラリスAb                              | はんぶん不思議                                                 | SCHOOL DAYS                             |
| 2015年02月14日 | －                                                 | 3位                                           | 1位                                     | －                                                             | 2位                                     |
| 2015年02月21日 | アフィリア・サーガ                                 | つりビット                                    | まなみのりさ                            | La PomPon                                                      | 吉田凜音                                |
| 2015年02月21日 | S・M・L☆                                           | 真夏の天体観測                                | 花魁サンダー                            | BUMP!!                                                         | Re:road                                 |
| 2015年02月21日 | 5位・脱落                                          | 3位                                           | 1位                                     | 2位                                                            | 4位・脱落                               |
| 2015年03月07日 | S★スパイシー                                       | つりビット                                    | まなみのりさ                            | La PomPon                                                      | WHY@DOLL                                |
| 2015年03月07日 | SGC★スパイシー                                     | 恋愛戦線異常あり                              | ポラリス                                | ろっぽんぎのうた♪                                              | 曖昧MOON                                |
| 2015年03月07日 | 3位                                                | 脱落                                          | 1位                                     | 脱落                                                           | 2位                                     |
| 2015年03月14日 | S★スパイシー                                       | 小桃音まい                                    | まなみのりさ                            | さんみゅ〜                                                     | WHY@DOLL                                |
| 2015年03月14日 | 私を二郎に連れてって                               | Magic Kiss                                    | センチメンタルライオネット              | はじまりのメロディ                                             | シグナル                                |
| 2015年03月14日 | 脱落                                               | 3位・428ポイント                              | 2位・442ポイント                        | 脱落                                                           | 1位・531ポイント                        |
| 2015年03月21日 | FYT                                                | 小桃音まい                                    | まなみのりさ                            | ピンク・ベイビーズ                                             | WHY@DOLL                                |
| 2015年03月21日 | 学園地獄                                           | Dreamscape☆                                   | ポラリス Episode ZERO                   | ウォンテッド（指名手配）                                       | Magic Motion No.5                       |
| 2015年03月21日 | 5位・脱落                                          | 2位                                           | 3位                                     | 4位・脱落                                                      | 1位                                     |
| 2015年04月18日 | みきちゅ                                           | 小桃音まい                                    | まなみのりさ                            | 月と太陽                                                       | WHY@DOLL                                |
| 2015年04月18日 | アイドルの秘密                                     | BANG BANG 鼓笛サンバ                          | 桜エトランゼ                            | ラッキーDAY!!                                                  | バニラシェイク                          |
| 2015年04月18日 | 3位・390ポイント                                   | 2位・455ポイント                              | 1位・526ポイント                        | －                                                             | 4位                                     |
| 2015年05月02日 | みきちゅ                                           | 小桃音まい                                    | まなみのりさ                            | Cupitron                                                       | アイドルカレッジ                        |
| 2015年05月02日 | I☆SSW                                              | コズミック☆UNIVERSE                           | レモンサイダーと夏休み                  | 電子計算機の夢                                                 | ＃常夏女子希望!!!                       |
| 2015年05月02日 | 3位・428ポイント                                   | 4位・脱落                                     | 2位・482ポイント                        | 1位・502ポイント                                               | 4位・脱落                               |
| 2015年05月09日 | みきちゅ                                           | Prizmmy☆                                      | まなみのりさ                            | Cupitron                                                       | P.IDL                                   |
| 2015年05月09日 | 可愛い屋さん                                       | Jumpin'! Dancin'!                             | OH!PLEASE                               | バッテリー                                                     | 夏っ!                                   |
| 2015年05月09日 | 4位・脱落                                          | 3位・437ポイント                              | 2位・481ポイント                        | 1位・543ポイント                                               | 5位・脱落                               |
| 2015年05月16日 | Dancing Dolls                                      | Prizmmy☆                                      | まなみのりさ                            | Cupitron                                                       | 柊木りお                                |
| 2015年05月16日 | MY→WAY                                             | EZ DO DANCE                                   | CQ.CQ. … 〜横浜edition〜                | ピポパトーク                                                   | キマグレI love you 〜ワタシを見つけて〜 |
| 2015年05月16日 | 2位                                                | 4位                                           | 3位                                     | 1位                                                            | 5位                                     |
| 2015年05月23日 | Dancing Dolls                                      | Tokyo Cheer② Party                            | まなみのりさ                            | Cupitron                                                       | ラブアンドロイド                        |
| 2015年05月23日 | 神のまにまに                                       | 進め!フレッシュマン                           | 13日のパティシエ                        | ピコピコクラブ                                                 | 救世主☆テレパシー                       |
| 2015年05月23日 | 1位                                                | 5位                                           | 2位                                     | 4位                                                            | 3位                                     |
| 2015年06月06日 | Dancing Dolls                                      | GEM                                           | まなみのりさ                            | PiiiiiiiN                                                      | ラブアンドロイド                        |
| 2015年06月06日 | メロメロバッキュン                                 | We're GEM!                                    | キライじゃないのぉ                      | 開園DASH                                                       | モアモアTIME                            |
| 2015年06月06日 | 4位                                                | 1位                                           | 2位                                     | 3位                                                            | 5位                                     |
| 2015年06月13日 | Doll☆Elements                                      | GEM                                           | まなみのりさ                            | PiiiiiiiN                                                      | むすびズム                              |
| 2015年06月13日 | 君のハートに解き放つ!                              | Do You Believe?                               | どうしよ!?                              | Ready Go for it!! 〜いつでも心に I Love Meを〜                 | E.M.B.                                  |
| 2015年06月13日 | 2位                                                | 1位                                           | 脱落                                    | 3位                                                            | －                                      |
| 2015年06月20日 | Doll☆Elements                                      | GEM                                           | Chu-Z                                   | PiiiiiiiN                                                      | SiAM&POPTUNe                            |
| 2015年06月20日 | 君のオモイ届けたい                                 | Can't Stop Loving                             | フェイバリット・スマイル                | ススメ!Glory Days!!                                            | brisk start                             |
| 2015年06月20日 | 5位・脱落                                          | 1位                                           | 2位                                     | 3位                                                            | 4位・脱落                               |
| 2015年07月04日 | スルースキルズ                                     | GEM                                           | Chu-Z                                   | PiiiiiiiN                                                      | まねきねこ from OS☆U                    |
| 2015年07月04日 | ののしって                                         | Just! Call Me                                 | Tell me why 生まれて来た 意味を知りたい | BRING IT ON!!!                                                 | ガンガン☆ダンス                         |
| 2015年07月04日 | 5位                                                | 1位                                           | 3位                                     | 2位                                                            | 4位                                     |
| 2015年07月11日 | ななのん                                           | GEM                                           | Chu-Z                                   | PiiiiiiiN                                                      | GALETTe                                 |
| 2015年07月11日 | ROCK NANANON                                       | オネガイMoonlight                             | ＃PANAiii                               | 僕らの場所                                                     | 至上の愛                                |
| 2015年07月11日 | 4位                                                | 1位・638ポイント                              | 3位                                     | 2位                                                            | 5位                                     |
| 2015年09月12日 | はっちゃけ隊 from PASSPO☆ （以下「はっちゃけ隊」） | GEM                                           | Chu-Z                                   | PiiiiiiiN                                                      | Kiss Bee                                |
| 2015年09月12日 | 気分はサイコー! サイコー!サイコー!                 | Baby,Love me!                                 | a.no.ne                                 | 絶対 NEVER DIE                                                 | 透明な恋の歌                            |
| 2015年09月12日 | 2位・460ポイント                                   | 1位・548ポイント                              | 4位                                     | 5位                                                            | 3位・436ポイント                        |
| 2015年09月19日 | はっちゃけ隊                                       | GEM                                           | バクステ外神田一丁目 チームもえのあずき | elfin'                                                         | Kiss Bee                                |
| 2015年09月19日 | ハイテンション エモーション                        | Speed up 〜2nd Anniversary ver〜              | 甘い誘惑デインジャラス                  | Colorful Fantasy                                               | 道しるべは青                            |
| 2015年09月19日 | 2位                                                | 1位(7週連続)                                  | 4位                                     | 5位                                                            | 3位                                     |
| 2015年10月03日 | はっちゃけ隊                                       | GEM                                           | 寺嶋由芙                                | STARMARIE                                                      | Kiss Bee                                |
| 2015年10月03日 | はっちゃけ少女飛行                                 | Star Shine Story                              | ぜんぜん                                | 三ツ星レストラン・ ポールからの招待状                          | さくら色のオレンジ                      |
| 2015年10月03日 | 1位・519ポイント                                   | 3位・491ポイント                              | 2位・493ポイント                        | 5位                                                            | 4位                                     |
| 2015年10月10日 | はっちゃけ隊                                       | GEM                                           | 寺嶋由芙                                | FES☆TIVE                                                       | GALETTe                                 |
| 2015年10月10日 | はっちゃけ マテリアルGirl                          | BFF                                           | 猫になりたい!                           | お祭りヒーロー                                                 | じゃじゃ馬と呼ばないで                  |
| 2015年10月10日 | 1位・502ポイント                                   | 3位・450ポイント                              | 4位                                     | 5位                                                            | 2位・471ポイント                        |
| 2015年10月17日 | はっちゃけ隊                                       | GEM                                           | アップアップガールズ（仮）              | CANDY GO!GO!                                                   | GALETTe                                 |
| 2015年10月17日 | はっちゃけ夏空ダッシュ                             | キミ恋てれぱしー                              | アッパーレー                            | おとなの事情                                                   | She is WANNABE!                         |
| 2015年10月17日 | 2位・434ポイント                                   | 3位・413ポイント                              | 1位・655ポイント                        | 5位                                                            | 4位                                     |
| 2015年10月24日 | はっちゃけ隊                                       | GEM                                           | アップアップガールズ（仮）              | アフィリア・サーガ                                             | ゆるめるモ!                             |
| 2015年10月24日 | はっちゃけフリーダム                               | Do it Do it                                   | サイリウム                              | Embrace Blade                                                  | Hamidasumo!                             |
| 2015年10月24日 | 2位・493ポイント                                   | 1位(8回目)                                    | 3位・471ポイント                        | 4位                                                            | 5位                                     |
| 2015年10月31日 | はっちゃけ隊                                       | GEM                                           | アップアップガールズ（仮）              | Ru:Run                                                         | 上野優華                                |
| 2015年10月31日 | はっちゃけViVi夏                                   | Delightful Days                               | バレバレI LOVE YOU                      | 熱々ピンポンショー                                             | 星たちのモーメント                      |
| 2015年10月31日 | 5位・脱落                                          | 2位                                           | 3位                                     | 4位・脱落                                                      | 1位                                     |
| 2015年11月14日 | ライムベリー                                       | GEM                                           | アップアップガールズ（仮）              | Luce Twinkle Wink☆                                             | 上野優華                                |
| 2015年11月14日 | MIRRORBALL                                         | No Girls No Fun                               | UPPER ROCK                              | 恋色 思考回路                                                  | あたたかい場所                          |
| 2015年11月14日 | 3位・482ポイント                                   | 4位（13週目で脱落）                           | 1位(8回目)・586ポイント                 | 5位・脱落                                                      | 2位・509ポイント                        |
| 2015年12月05日 | ライムベリー                                       | LADYBABY                                      | アップアップガールズ（仮）              | CLEAR'S                                                        | 上野優華                                |
| 2015年12月05日 | 韻果録                                             | ニッポン饅頭                                  | 美女の野獣                              | 答えしか知らないツライ                                         | 未来観覧車                              |
| 2015年12月05日 | 2位                                                | 脱落                                          | 1位                                     | 脱落                                                           | 3位                                     |
| 2015年12月12日 | ライムベリー                                       | じゅじゅ                                      | アップアップガールズ（仮）              | アイドルカレッジ                                               | 上野優華                                |
| 2015年12月12日 | HAPPYLUCKY                                         | 零                                            | キラキラミライ                          | イチズレシピ                                                   | ただ、あなたのそばで                    |
| 2015年12月12日 | 3位                                                | 脱落                                          | 2位                                     | 脱落                                                           | 1位                                     |
| 2016年01月09日 | ライムベリー                                       | ILoVU                                         | アップアップガールズ（仮）              | predia                                                         | 上野優華                                |
| 2016年01月09日 | Fly High                                           | Hate Myself 〜こんなジブンを 愛せる日まで〜   | サバイバルガールズ                      | 刹那の夜の中で                                                 | Dear my hero                            |
| 2016年01月09日 | 1位・550ポイント                                   | 4位・脱落                                     | 5位・脱落                               | 3位・421ポイント                                               | 2位・501ポイント                        |
| 2016年01月16日 | ライムベリー                                       | さんみゅ〜                                    | Chubbiness                              | predia                                                         | 上野優華                                |
| 2016年01月16日 | TARGET                                             | そっと、ぎゅっと、 もっと、ずっと             | イッタレェィヤァー                      | Dream of Love                                                  | シナモンティー                          |
| 2016年01月16日 | 5位                                                | 3位・459ポイント                              | 4位                                     | 2位・484ポイント                                               | 1位・588ポイント                        |
| 2016年01月23日 | ANNA☆S                                             | さんみゅ〜                                    | デスラビッツ                            | predia                                                         | 上野優華                                |
| 2016年01月23日 | Set Me Free                                        | 恋はパノラマ                                  | アイドル STAR WARS                      | BABY KISS                                                      | 好きになってもいいですか?               |
| 2016年01月23日 | 2位・492ポイント                                   | 3位・463ポイント                              | 5位                                     | 4位                                                            | 1位・531ポイント                        |
| 2016年02月20日 | ANNA☆S                                             | さんみゅ〜                                    | WHY@DOLL                                | Party Rockets GT                                               | 上野優華                                |
| 2016年02月20日 | 命短し走れよ乙女                                   | みんなの太陽                                  | shu-shu-star                            | セツナソラ                                                     | 1cmの片想い                             |
| 2016年02月20日 | －                                                 | 2位・491ポイント                              | 3位・447ポイント                        | －                                                             | 1位・550ポイント                        |
| 2016年03月05日 | Fullfull☆Pocket                                    | さんみゅ〜                                    | WHY@DOLL                                | 青山☆聖ハチャ メチャハイスクール                               | 上野優華                                |
| 2016年03月05日 | フ♪レフ♪レ ミライ!!                                | 大好きだ 何度でも 〜夢のしっぽ〜              | ベクトル                                | NEVER MIND                                                     | ありがとうを君へ                        |
| 2016年03月05日 | 脱落                                               | 2位                                           | 3位                                     | 脱落                                                           | 1位・670ポイント                        |
| 2016年03月19日 | アキシブproject                                    | さんみゅ〜                                    | WHY@DOLL                                | アンダービースティー                                           | 上野優華                                |
| 2016年03月19日 | New World                                          | 純情マーメイド                                | 秒速Party Night                         | occult propose                                                 | 旅立ちハイタッチ                        |
| 2016年03月19日 | 4位・脱落                                          | 2位(5週勝ち残り)                              | 3位(3週勝ち残り)                        | －                                                             | 1位(10週勝ち残り)                       |
| 2016年05月14日 | Dorothy Little Happy                               | さんみゅ〜                                    | WHY@DOLL                                | ぷちぱすぽ☆                                                    | 上野優華                                |
| 2016年05月14日 | デモサヨナラ                                       | 風のミラージュ                                | clover                                  | 全力スイマー                                                   | Diamond days 〜ココロノツバサ〜         |
| 2016年05月14日 | 1位・575ポイント                                   | －                                            | 2位・468ポイント                        | －                                                             | 3位・430ポイント                        |
| 2016年05月21日 | Dorothy Little Happy                               | La PomPon                                     | WHY@DOLL                                | アリスインアリス ＆フレンズ                                    | 上野優華                                |
| 2016年05月21日 | バイカラーの恋心                                   | 謎                                            | サンライズ! 〜君がくれた希望〜          | 武将降臨 OVER AGAIN                                            | すだちパッション                        |
| 2016年05月21日 | 2位・513ポイント                                   | 3位・416ポイント                              | 1位・524ポイント                        | 脱落                                                           | 脱落                                    |
| 2016年06月04日 | Dorothy Little Happy                               | La PomPon                                     | WHY@DOLL                                | ハコイリ♡ムスメ                                                | READY TO KISS                           |
| 2016年06月04日 | 恋は走り出した                                     | 恋はずーく☆ダンス                             | Tactics                                 | 微笑みと春のワンピース                                         | トップシークレット 〜切ない極秘事項〜   |
| 2016年06月04日 | 1位                                                | 2位                                           | －                                      | 2位                                                            | －                                      |
| 2016年06月11日 | Dorothy Little Happy                               | La PomPon                                     | Cupitron                                | ハコイリ♡ムスメ                                                | 生ハムと焼うどん                        |
| 2016年06月11日 | STARTING OVER                                      | ろっぽんぎ体操 〜愛コトバは ジャンパラポン!〜 | 銀河鉄道999                             | 海へ行こう 〜Love Beach Love〜                                 | たまごかけごはん                        |
| 2016年06月11日 | 1位                                                | 2位                                           | 5位                                     | 4位                                                            | 3位                                     |
| 2016年07月02日 | 生ハムと焼きうどん                                 | La PomPon                                     | Dorothy Little Happy                    | 全力少女R                                                      | sora tob sakana                         |
| 2016年07月02日 | ツインテール                                       | 運命のルーレット廻して                        | ストーリー                              | 全力少女R!!!!!!!!                                              | 魔法の言葉                              |
| 2016年07月02日 | 5位                                                | 2位                                           | 3位                                     | 4位                                                            | 1位                                     |
| 2016年07月09日 | Dorothy Little Happy                               | La PomPon                                     | sora tob sakana                         | イケてるハーツ                                                 | オトメブレイヴ                          |
| 2016年07月09日 | nerve                                              | ロッポンギ音頭                                | 夏の扉                                  | 世界へはばたけ!                                                | やくそうどくけしそう                    |
| 2016年07月09日 | 1位・573ポイント                                   | 2位・470ポイント                              | 3位・404ポイント                        | 4位                                                            | 5位                                     |

## ネット局と放送時間
| 放送局              | 放送系列       | 放送期間                           | 放送時間                                    |
| ------------------- | -------------- | ---------------------------------- | ------------------------------------------- |
| テレビ朝日（EX）    | テレビ朝日系列 | 2014年10月4日 - （10月3日深夜 - ） | 土曜 2:50 - 3:20 （金曜深夜 26:50 - 27:20） |
| BS朝日              | BSデジタル放送 | 2014年10月5日 - （10月4日深夜 - ） | 日曜 2:30 - 3:00 （土曜深夜 26:30 - 27:00） |
| CSテレ朝チャンネル1 | CSデジタル放送 | 2014年11月8日 - （11月7日深夜 - ） | 金曜 23:00 - 24:00                          |